# オレクサンドル・トレパク
オレクサンドル・セルヒヨヴィチ・トレパク（ウクライナ語:Олекса́ндр Сергі́йович Трепа́к）は、ウクライナの軍人。
2024年5月9日よりウクライナ特殊作戦軍の司令官を努める。ウクライナ英雄。

## 経歴
2016年3月23日、第3独立特務連隊長に任命された。
2017年6月、ウクライナ国防大学校を卒業し修士号を取得した。
2020年、第3独立特務連隊長を辞任し、ウクライナ特殊作戦軍副司令官兼参謀長に任命された。
2021年6月12日、准将に昇進。
2024年5月9日、ウォロディミル・ゼレンスキー大統領より、ウクライナ特殊作戦軍司令官に任命された。
2024年12月5日、少将に昇進。

## 栄典
- ウクライナ英雄(金星勲章) - 2015年2月12日[7]
- 1等ボフダン・フメリニツキー勲章 - 2022年9月28日[8]
- 2等ボフダン・フメリニツキー勲章 - 2014年10月6日[9]
- 3等ボフダン・フメリニツキー勲章 - 2014年7月19日[10]